# Robin Gubser
Robin Gubser (sinh ngày 17 tháng 4 năm 1991) là một cầu thủ bóng đá người Liechtenstein hiện tại thi đấu cho FC Balzers.

## Sự nghiệp quốc tế
Anh là thành viên của Đội tuyển bóng đá quốc gia Liechtenstein và có 28 lần ra sân, 1 bàn thắng, có màn ra mắt trong trận giao hữu trước Ba Lan vào ngày 4 tháng 6 năm 2013.

### Bàn thắng quốc tế
Tỉ số và kết quả liệt kê bàn thắng của Liechtenstein trước
| Bàn thắng | Ngày                | Địa điểm                                             | Đối thủ        | Tỉ số | Kết quả | Giải đấu | Nguồn |
| --------- | ------------------- | ---------------------------------------------------- | -------------- | ----- | ------- | -------- | ----- |
| 1.        | 28 tháng 3 năm 2016 | Estadio Municipal de Marbella, Marbella, Tây Ban Nha | Quần đảo Faroe | 1–3   | 2–3     | Giao hữu |       |